# Jay Miller
Jay Miller, född 16 juli 1960, är en amerikansk före detta professionell ishockeyforward som tillbringade sju säsonger i den nordamerikanska ishockeyligan National Hockey League (NHL), där han spelade för ishockeyorganisationerna Boston Bruins och Los Angeles Kings. Han producerade 84 poäng (40 mål och 44 assists) samt drog på sig 1 723 utvisningsminuter på 446 grundspelsmatcher. Miller spelade också för Fredericton Express, Maine Mariners och Moncton Golden Flames i American Hockey League (AHL); Toledo Goaldiggers och Muskegon Lumberjacks i International Hockey League (IHL) och New Hampshire Wildcats i National Collegiate Athletic Association (NCAA).
Miller draftades av Quebec Nordiques i fjärde rundan i 1980 års draft som 66:e spelare totalt.
Under sin aktiva spelarkarriär var han en slagskämpe (enforcer) och var livvakt först åt Ray Bourque (Bruins) och sen Wayne Gretzky (Kings). Miller hade också omtalad rivalitet med John Kordic, de möttes nio gånger på isen.

## Statistik
| 1979–1980   | New Hampshire Wildcats | NCAA        | 28  | 7  | 12 | 19 | 53   | —  | — | — | — | —   |
| 1980–1981   | New Hampshire Wildcats | NCAA        | 10  | 4  | 8  | 12 | 14   | —  | — | — | — | —   |
| 1981–1982   | New Hampshire Wildcats | NCAA        | 24  | 6  | 4  | 10 | 34   | —  | — | — | — | —   |
| 1982–1983   | New Hampshire Wildcats | NCAA        | 28  | 6  | 4  | 10 | 28   | —  | — | — | — | —   |
|             | Fredericton Express    | AHL         | 3   | 1  | 2  | 3  | 0    | —  | — | — | — | —   |
| 1983–1984   | Mohawk Valley Stars    | ACHL        | 48  | 15 | 36 | 51 | 167  | 5  | 0 | 1 | 1 | 2   |
|             | Toledo Golddiggers     | IHL         | 2   | 0  | 0  | 0  | 2    | —  | — | — | — | —   |
|             | Maine Mariners         | AHL         | 15  | 1  | 1  | 2  | 27   | —  | — | — | — | —   |
| 1984–1985   | Muskegon Lumberjacks   | IHL         | 56  | 5  | 29 | 34 | 177  | 17 | 1 | 1 | 2 | 56  |
| 1985–1986   | Boston Bruins          | NHL         | 46  | 3  | 0  | 3  | 178  | 2  | 0 | 0 | 0 | 17  |
|             | Moncton Golden Flames  | AHL         | 18  | 4  | 6  | 10 | 113  | —  | — | — | — | —   |
| 1986–1987   | Boston Bruins          | NHL         | 55  | 1  | 4  | 5  | 208  | —  | — | — | — | —   |
| 1987–1988   | Boston Bruins          | NHL         | 78  | 7  | 12 | 19 | 304  | 12 | 0 | 0 | 0 | 124 |
| 1988–1989   | Boston Bruins          | NHL         | 37  | 2  | 4  | 6  | 168  | —  | — | — | — | —   |
|             | Los Angeles Kings      | NHL         | 29  | 5  | 3  | 8  | 133  | 11 | 0 | 1 | 1 | 63  |
| 1989–1990   | Los Angeles Kings      | NHL         | 68  | 10 | 2  | 12 | 224  | 10 | 1 | 1 | 2 | 10  |
| 1990–1991   | Los Angeles Kings      | NHL         | 66  | 8  | 12 | 20 | 259  | 8  | 0 | 0 | 0 | 17  |
| 1991–1992   | Los Angeles Kings      | NHL         | 67  | 4  | 7  | 11 | 249  | 5  | 1 | 1 | 2 | 12  |
| NHL totalt  | NHL totalt             | NHL totalt  | 446 | 40 | 44 | 84 | 1723 | 48 | 2 | 3 | 5 | 243 |
| AHL totalt  | AHL totalt             | AHL totalt  | 48  | 15 | 36 | 51 | 167  | 5  | 0 | 1 | 1 | 2   |
| IHL totalt  | IHL totalt             | IHL totalt  | 58  | 5  | 29 | 34 | 179  | 17 | 1 | 1 | 2 | 56  |
| NCAA totalt | NCAA totalt            | NCAA totalt | 90  | 23 | 28 | 51 | 129  | —  | — | — | — | —   |